# NGC 911
NGC 911 is een elliptisch sterrenstelsel in het sterrenbeeld Andromeda. Het hemelobject werd op 30 oktober 1878 ontdekt door de Franse astronoom Édouard Jean-Marie Stephan.

## Synoniemen
- PGC 9221
- UGC 1878
- MCG 7-6-16
- ZWG 539.21